# Sel minéral
Il s'agit dans cet article des sels minéraux en nutrition. Ne pas confondre avec les sels en chimie, où sel minéral s'oppose à sel organique.
 (mars 2025).
Si vous disposez d'ouvrages ou d'articles de référence ou si vous connaissez des sites web de qualité traitant du thème abordé ici, merci de compléter l'article en donnant les références utiles à sa vérifiabilité et en les liant à la section « Notes et références ».

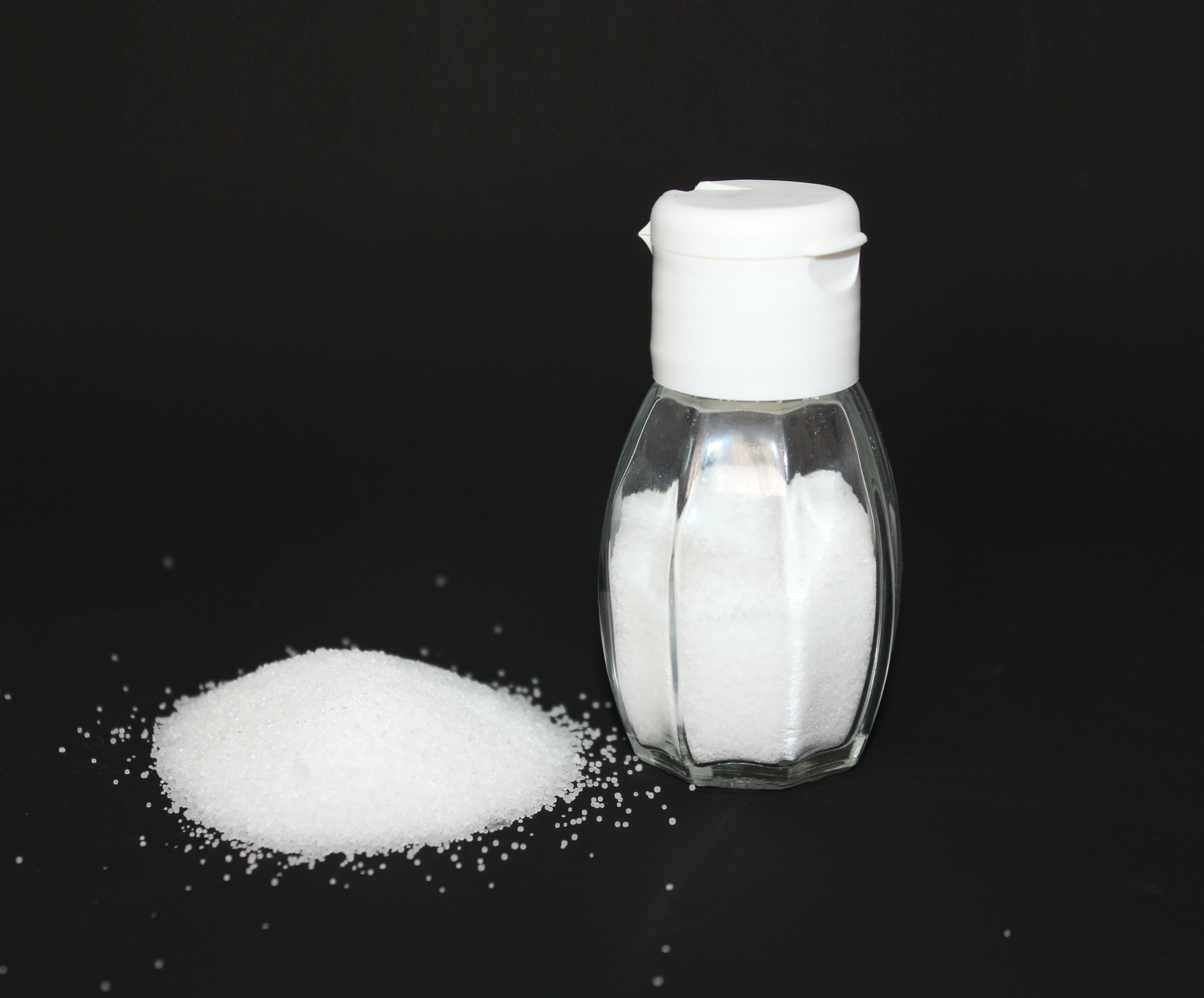
Le sel contenu des les salières contient deux sel minéraux à l'état pur : le sodium et le chlore.

Cet article évoque les sels minéraux en nutrition ou de façon plus juste, les ions minéraux dans le monde vivant. Les ions minéraux s'opposent aux ions organiques, ces derniers contenant du carbone (à l'exception des carbonates CO32-et hydrogénocarbonates HCO3-). Exemple d'ion organique : l'acétate ou éthanoate CH3-COO-, pouvant être trouvé sous forme, à l'état solide, d'acétate de sodium CH3-COO-,Na+.
Les ions minéraux sont des substances chimiques ionisées, cations ou anions, qui entrent dans la composition des organismes et qui sont présents dans l'alimentation des êtres vivants (animaux, végétaux, champignons, bactéries , archées et à la limite virus). Ce sont par exemple Ca2+ pour le calcium et Cl− pour le chlore. Ces ions ont de nombreux rôles dans les organismes vivants et sont indispensables à des concentrations très variables. Aucun métal (réducteur) n'est présent chez les êtres vivants : l'élément métallique est toujours un ion (oxydant).
Voir Éléments chimiques des êtres vivants

## Liste des ions minéraux
- Ions minéraux majeurs, ou macro-éléments, par ordre alphabétique :
  - ammonium (NH4+)
  - calcium (Ca)2+ ;
  - magnésium (Mg2+) ;
  - phosphore sous forme de phosphates (PO43- et ses dérivés) ;
  - potassium (K+) ;
  - sodium (Na+) ;
  - soufre sous forme de sulfate (SO42- ) et ses dérivés)
- Oligo-éléments (oligo = peu, en grec), par ordre alphabétique :
  - arsenic (As) ;
  - bore (B) ;
  - brome (Br-) ;
  - chlore (Cl-) ;
  - chrome (Cr) ;
  - cobalt (Co) ; dans la cobalamine
  - cuivre (Cu2+) ;
  - fer (Fe2+ ou 3+) ;
  - fluor (F-) ;
  - iode (I-) ;
  - manganèse (Mn) ;
  - molybdène (Mo) ;
  - nickel (Ni) ;
  - silicium (Si) ;
  - sélénium (Se) ;
  - vanadium (V) ;
  - zinc (Zn2+).

S'ajoute à ces éléments le Silicium, sous forme de dioxyde (SiO2) non ioinique ou de silicate.

## Rôles des ions minéraux chez les animaux
Les ions minéraux ont des rôles variés dans l'organisme animal :
- équilibre électrique de la cellule : c'est le cas des ions sodium, potassium et calcium. Ils interviennent dans le fonctionnement des neurones. Le Ca2+ est une molécule de signalisation cellulaire.
- élément de structure : c'est le cas du phosphate de calcium des os des vertébrés, du carbonate de calcium de nombreux coquillages, de la silice des diatomées ou des radiolaires et de certains plantes.
- cofacteurs enzymatiques : certains ions comme le cobalt appartiennent à la structure de coenzyme (vitamine B12 ou cobalamine), les ions du fer dans la structure des cytochromes et de l'hémoglobine, les ions magnésium liés aux molécules phosphatées comme l'ATP…
- source pour les biosynthèses : les ions ammoniums (ou l'ammoniac) sont utilisés pour la synthèse des acides aminés et des acides nucléiques, les ions sulfates pour la synthèse des acides aminés soufrés (cystéine et méthionine)…

## Formes des ions minéraux dans les aliments
Les aliments étant constitués d'êtres vivants ou de parties d'êtres vivants, apportent lors de leur consommation les ions minéraux qu'ils contiennent. Le consommateur peut ajouter du chlorure de sodium (sel de cuisine), du glutamate de sodium…
L'eau, que l'on peut ou non considérer comme aliment, apporte des ions minéraux qui dépendent très fortement de son origine, certaines étant très minéralisées (Vichy), d'autres très peu (Volvic- Évian).